# Peter Paul Skrepek
Peter Paul Skrepek (* 8. Februar 1956 in Wien) ist ein österreichischer Gitarrist, Studiomusiker, Komponist, Arrangeur und Musikproduzent. Seit den 1970er Jahren ist Skrepek bei zahlreichen österreichischen Bands als Gitarrist bei Liveauftritten und Studioproduktionen sowie als Produzent tätig.

## Karriere
Als erstes Musikinstrument erlernte Peter Paul Skrepek Akkordeon und ab 1971 Gitarre. Er war Leiter der österreichischen Band Susquehannah bis zum Gewinn der Bandwettbewerbe Musik der Kontraste (1976) und Pop-odrom (1977). Im Jahre 1978 war er Studiomusiker in Frankfurt/Main und von 1979 bis 1981 Mitglied der Gruppe Ostinato.
Ab 1991 (bis 1996) war er Mitglied der Wiener „Schock-Rocker“-Band Drahdiwaberl, er trat zusammen mit dem Bassisten Hans Hölzel auf (später Falco) und begleitete diesen auf dessen Tourneen als Live-Gitarrist. In den 1980er und 1990er Jahren arbeitete er mit zahlreichen bekannten Vertretern des Austropop zusammen. Neben Drahdiwaberl [u. a. „Das letzte Konzert” Wien, 22. Juni 1989] gehörte er von 1991 bis 1996 der Band von Heli Deinboek an.
Legendär ist der Auftritt auf dem 10. Wiener Donauinselfest am 27. Juni 1993 vor mehr als 150.000 Fans, er trat dort zusammen mit Falco, Thomas Rabitsch (Keyboard), Bernhard Rabitsch (Keyboard, Trompete, Perkussion), Thomas Lang (Schlagzeug) und Bertl Pistracher (E-Bass) auf. Ein starker Gewitterschauer führte zu teilweiser Überschwemmung der Bühne und letztlich zum Ausfall des Equipments. Davor war bereits während des Songs Nachtflug durch einen Blitzschlag der Strom kurzzeitig ausgefallen. Das Konzert wurde 2004 unter dem Titel L.I.V.E. Donauinsel als DVD veröffentlicht.

## Tätigkeiten
- Präsident der Musiker-Komponisten-Autorengilde (seit 1989)
- Präsident der MusikerGewerkschaft (seit 1998)
- Vorsitzender der KulturGewerkschaft Kunst, Medien, Sport, freie Berufe KMSfB (2002 – 2007)
- Vorstandsmitglied der AKM (2000 – 2004)
- Vorstandsmitglied des Musikrates ÖMR
- Vorstandsmitglied der Österreichischen Interpretengesellschaft OESTIG-LSG (seit 1998)
- Präsident der OESTIG (seit 2013)
- Mitglied des LSG-Beirats (seit 2014)
- Lehrauftrag für Gitarre am Josef Matthias Hauer-Konservatorium in Wiener Neustadt (1995 – 2015)[2]